# Algemene Begraafplaats Sneek
De Gemeentelijke Begraafplaats Sneek, is een begraafplaats in de wijk Noorderhoek I van de stad Sneek.

## Historie
De begraafplaats is in 1827 als zodanig ingericht op bevel van Koning Willem I. Na verscheidene uitbraken van besmettelijke ziekten als cholera mochten overledenen niet langer binnen de stadsmuren worden begraven. Het terrein van het voormalig Johannieterklooster (gesloopt tijdens de Beeldenstorm) werd als locatie gekozen.
De begraafplaats is in Engelse landschapsstijl aangelegd naar ontwerp van Lucas Roodbaard. Bijzonder en zeker uniek aan de begraafplaats is het feit dat overledenen indertijd per praam naar hun laatste rustplaats werden gebracht, dit om het gevaar voor besmetting (tijdens de cholera-epidemie) te verkleinen. De aanlegplaats is nog altijd aanwezig en is tijdens de renovatie van de begraafplaats in 2004 opgeknapt.

### Joodse graven
Van 1897–1903 bestond op deze begraafplaats een afgescheiden Joodse begraafplaats. Door toedoen van opperrabbijn Samuel Azaria Rudelsheim van Leeuwarden is de afscheiding weer ongedaan gemaakt. Er zijn 7 grafstenen bewaard gebleven.

### Tweede Wereldoorlog
Op de begraafplaats bevindt zich één Oorlogsgraf van het Gemenebest. Dit oorlogsgraf bevindt zich in de zuidwesthoek van de begraafplaats en is de laatste rustplaats van:
| Naam            | Datum overlijden | Leeftijd overlijden | Identificatienummer | Strijdende partij   | Dienst              | Functie |
| --------------- | ---------------- | ------------------- | ------------------- | ------------------- | ------------------- | ------- |
| Kenneth Mathews | 20-10-1940       | 27 jaar             | 82954               | Verenigd Koninkrijk | No. 25 Squadron RAF | Piloot  |

Ook Klaas Koelstra en Jan Hendrik Bakker, slachtoffers van de Sneker Bloednacht, liggen begraven op de begraafplaats.

## Inrichting
De begraafplaats bestaat uit diverse perken (oude deel) 1/9 en vakken (nieuwe deel) A/F, waaronder een speciaal kindervak (A en B) Er is een strooiveld, er zijn grafkelders en er is een urnenhof. In 2004 werd de begraafplaats deels gerenoveerd en werd een columbarium toegevoegd. Hierin is plaats voor 256 overledenen. Het columbarium is naar ontwerp van kunstenaar Hanshan Roebers. Verder werden de aanlegplaats en het toegangshek gerestaureerd.